# Expédition du Valdivia

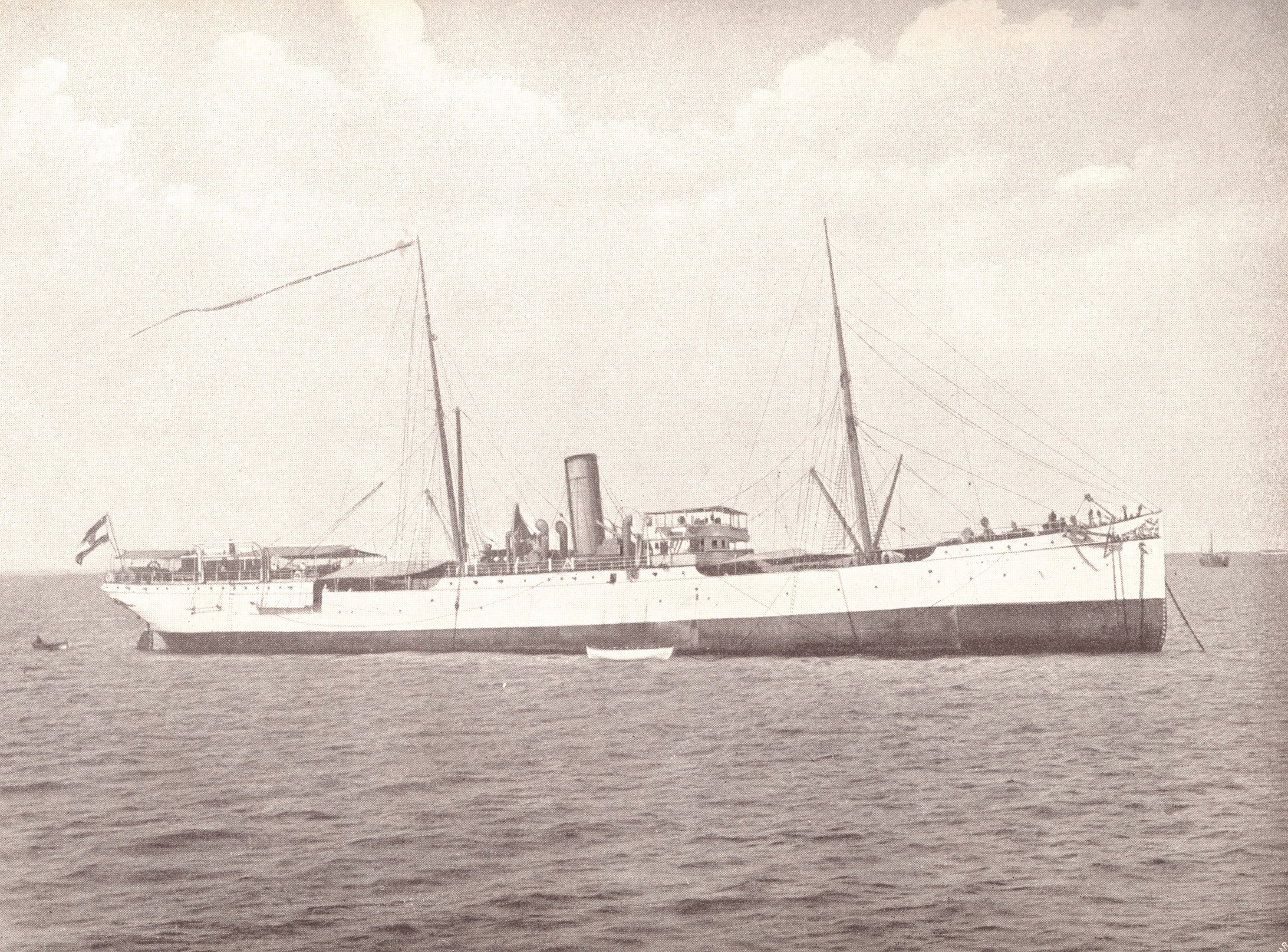
Le navire de recherche Valdivia en 1898.

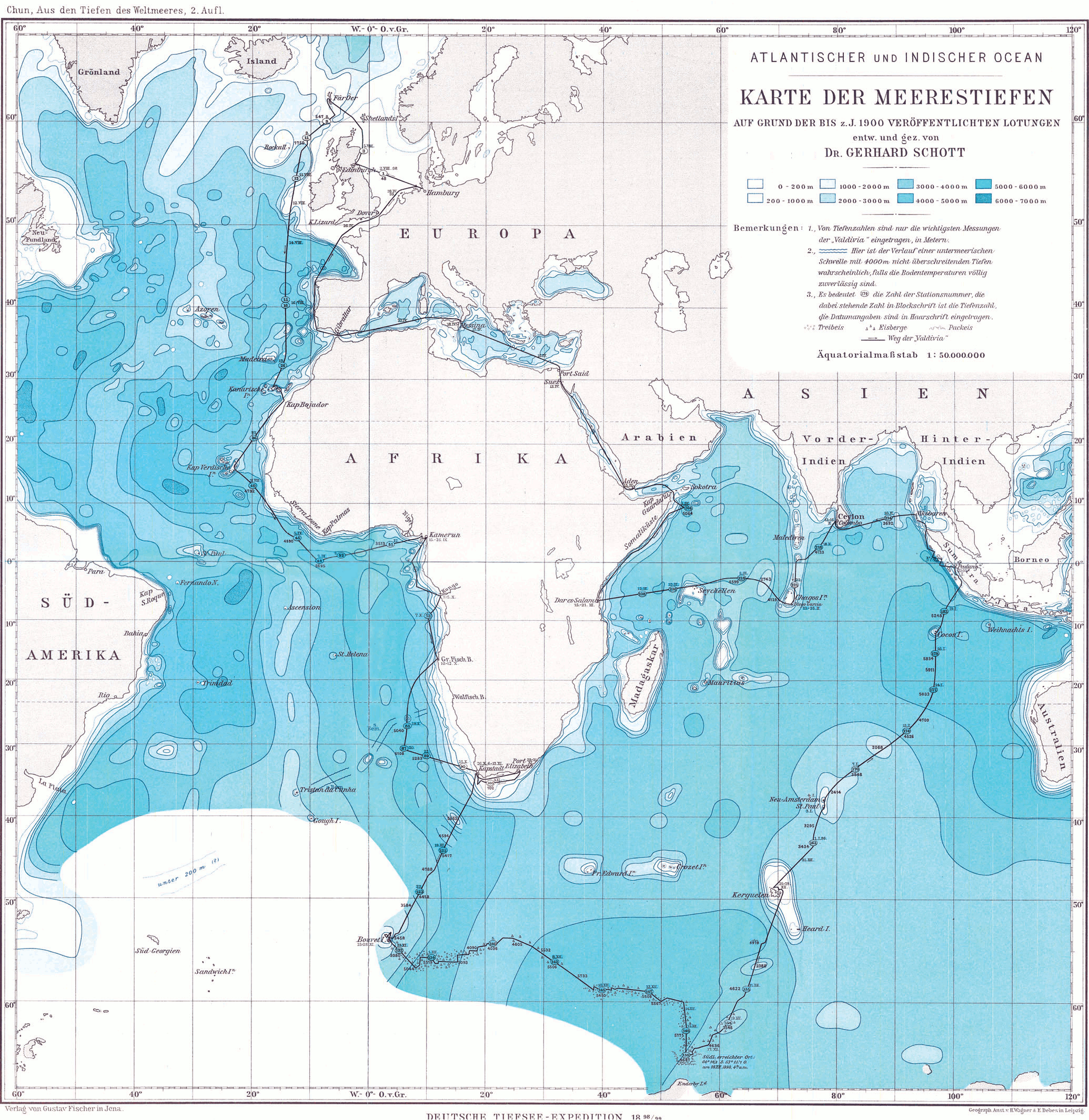
Voyage du Valdivia entre 1898 et 1899.

L'expédition du Valdivia (1898-1899) est la première expédition d'exploration scientifique allemande de grande envergure visant à explorer les abysses où la vie était jusqu'alors considérée comme impossible. Elle fait suite à l'expédition du Challenger de 1872 à 1876 dans son objectif d'en approfondir les zones maritimes négligées. Son initiateur et directeur scientifique est le zoologiste Carl Chun, spécialisé dans les céphalopodes et son financeur est le dernier empereur d'Allemagne, Guillaume II.
Le navire de recherche Valdivia est un bateau à vapeur de la Hamburg America Line réaménagé pour l'expédition. Il s'équipe entre autres d'engins de dragage, de bocaux à spécimens, de pièges de haute mer et d'équipements océanographiques. Il prend la mer le 31 juillet 1898 et rentre à Hambourg le 1er mai 1899 après avoir parcouru plus de 32 000 milles marins à travers l'océan Atlantique et l'océan Indien. Il aura visité 268 stations sur la côte ouest de l'Afrique du Sud, dans le golfe de Guinée, dans l'océan Austral et dans une grande partie de l'océan Indien.
Outre de vastes sondages en profondeur sous la direction de l'océanographe Gerhard Schott (de), l'objectif principal de l'entreprise est de collecter des échantillons biologiques en se concentrant sur l'adaptation des organismes aux conditions extrêmes. Au cours de ce voyage, Carl Chun décrit le Vampire des abysses et publie par la suite de nombreuses études anatomiques sur la bioluminescence. Le zoologiste August Brauer publie une étude systématique et anatomique des spécimens de poissons abyssaux ramenés de leur voyage. De multiples illustrations sont réalisées par le zoologiste et artiste de l'expédition Friedrich Wilhelm Winter (de). La récolte est si abondante que la publication du rapport scientifique en 24 volumes qui débute en 1902 n'est achevée qu'en 1940.

## Publications
- (de) Carl Chun, Wissenschaftliche Ergebnisse der Deutschen Tiefsee-Expedition auf dem Dampfer "Valdivia" 1898-1899, publié par Jena G. Fischer, 1902-40 (lire en ligne).